# Epiphragma kempi
Epiphragma kempi är en tvåvingeart som beskrevs av Enrico Adelelmo Brunetti 1913. Epiphragma kempi ingår i släktet Epiphragma och familjen småharkrankar. Inga underarter finns listade i Catalogue of Life.